# OSGi

A OSGI representada num gráfico

OSGi (Open Services Gateway Initiative - termo obsoleto) é um conjunto de especificações que define um sistema dinâmico de componentes para Plataforma Java. Estas especificações tem como objectivo reduzir a complexidade do software, fornecendo uma arquitetura modular e orientados a serviço (Service-oriented architecture) para grandes sistemas distribuídos, pequenas aplicações, bem como aplicações embarcadas. Segundo a OSGi Alliance, que controla a especificação, OSGi é um middleware universal.
A plataforma OSGi vem se tornando o padrão, de fato, para o desenvolvimento de aplicativos modulares em Java.

## Versões da Especificação
- OSGi Release 1 (R1): Maio 2000
- OSGi Release 2 (R2): Outubro 2001
- OSGi Release 3 (R3): Março 2003
- OSGi Release 4 (R4): Outubro 2005 / Setembro 2006
  - Core Specification (R4 Core): Outubro 2005
  - Mobile Specification (R4 Mobile / JSR-232): Setembro 2006
- OSGi Release 4.1 (R4.1): Maio 2007 (AKA JSR-291)
- OSGi Release 4.2 (R4.2)
  - Core e Compendium : Setembro 2009
  - Enterprise: Março 2010
- OSGi Release 4.3 (R4.3)
  - Core: Abril 2011
  - Compendium e Residential: Maio 2012
- OSGi Release 5 (R5)
  - Core e Enterprise: Junho 2012
- OSGi Release 6 (R6)
  - Core: June 2014

## Implementações da especificação OSGi
- Apache Felix - Implementação R4
- Equinox - Implementação R4
- Knopflerfish - Implementação R4
- Concierge - Implementação R3

## Alguns projetos utilizando OSGi
- Jonas 5 - Servidor de aplicações JEE
- Eclipse - Eclipse IDE para desenvolvimento
- GlassFish (v3) - Servidor de aplicações JEE
- Project Fuji in Open ESB v3[ligação inativa] - Runtime de um Enterprise Service Bus (ESB)
- SIP Communicator - Aplicativo para VoIP e mensagem instantânea multi-protocolos
- Spring Source Application Platform - Servidor de aplicações JEE